# Inside Out (musikgrupp)
Inside Out var ett amerikanskt hardcorepunk-band från Orange County, Kalifornien, aktivt mellan 1988 och 1991. Zack de la Rocha, senare i Rage Against the Machine, var bandets sångare. 
Bandet gav 1990 ut sin enda skiva, EP:n No Spiritual Surrender, på skivbolaget Revelation Records.

## Medlemmar
- Zack de la Rocha - sång
- Vic DiCara - gitarr
- Sterling Wilson - basgitarr
- Alex Barreto - trummor
- Mark Hayworth - bas
- Chris Bratton - trummor
- Mike Down - gitarr
- Joey Piro - trummor
- Mike Rosas - gitarr, sång

## Diskografi
- 1990 - No Spiritual Surrender (EP, Revelation Records)

Spår: Burning Fight / Undertone / By A Thread / No Spiritual Surrender

Musiker: Zack de la Rocha / Vic DiCara / Mark Hayworth / Chris Bratton